# Zaglyptus miarus
Zaglyptus miarus là một loài tò vò trong họ Ichneumonidae.